# Попова-Мутафова, Фани
Фани Попова-Мутафова (болг. Фани Попова-Мутафова; 16 октября 1902, Севлиево — 9 июля 1977, София) — болгарская писательница.

## Биография
Фани Попова-Мутафова родилась в 1902 году в семье болгарского офицера. Дебютировала в 1920-е гг. психологическими рассказами из жизни женщин. Затем работала преимущественно в жанре исторической повести и романа: приобрела известность тетралогией, посвящённой болгарской династии Асеней (XII—XIII вв.) и включавшей книги «Солунский чудотворец» (болг. Солунският чудотворец; 1930), «Дочь царя Калояна» (болг. Дъщерята на Калоян; 1936), «Иван Асень II» (болг. Иван Асен II; 1937), «Последний из династии Асенов» (болг. Последният Асеневец; 1939).
Фани Попова-Мутафова придерживалась националистических политических взглядов. В 1936 году она участвовала в основании Союза ратников за прогресс Болгарии и считалась главным идеологом этой организации.
В годы Второй мировой войны входила в состав созданного в 1941 г. на Веймарском собрании поэтов по инициативе нацистской Германии Европейского союза писателей (нем. Europäische Schriftsteller-Vereinigung). В 1945 предстала перед «Народным судом», осуждена по «Делу № 6» (вместе с группой деятелей культуры) и приговорена к 7 годам заключения за «прогерманскую деятельность» и «великоболгарский шовинизм». Менее чем через год освобождена по состоянию здоровья.
С 1960-х годов Попова-Мутафова была в определённой степени реабилитирована (в связи с появлением в идеологии БКП приглушённых националистических мотивов). Некоторые её сочинения 1930-х были переизданы после внесения идеологических корректировок.
Её мужем был болгарский архитектор и писатель Чавдар Мутафов.